# Alberto Pellegrini (schermidore 1988)
Alberto Pellegrini (Padova, 14 giugno 1988) è uno schermidore italiano, specializzato nella sciabola. Ha vinto una medaglia di bronzo nella sciabola individuale e un oro in quella a squadre ai Giochi europei del 2015 a Baku.

## Palmarès

### Risultati élite
In carriera ha ottenuto i seguenti risultati:
Mondiali militari
Individuale
- Argento nella sciabola a Nancy 2018

A squadre
- Oro nella sciabola ad Acireale 2017
- Argento nella sciabola a Nancy 2018

Giochi europei
Individuale
- Bronzo nella sciabola a Baku 2015

A squadre
- Oro nella sciabola a Baku 2015

Giochi mondiali militari
Individuale
A squadre
- Argento nella sciabola a Wuhan 2019

Campionati italiani
Individuale
- Argento nella sciabola a Torino 2015
- Argento nella sciabola a Milano 2018
- Bronzo nella sciabola a Acireale 2014
- Bronzo nella sciabola a Roma 2016

A squadre
- Oro nella sciabola a Acireale 2014
- Oro nella sciabola a Torino 2015
- Oro nella sciabola a Gorizia 2017
- Argento nella sciabola a Bologna 2012
- Argento nella sciabola a Trieste 2013
- Argento nella sciabola a Roma 2016
- Argento nella sciabola a Palermo 2019
- Bronzo nella sciabola a Milano 2018

### Risultati giovani
Mondiali giovani
Individuale
A squadre
- Bronzo nella sciabola a Belek 2007

Europei giovani
Individuale
- Bronzo nella sciabola a Poznań 2006

A squadre
- Oro nella sciabola a Tapolca 2005

Campionati del mediterraneo
Individuale
- Oro nella sciabola a Istanbul 2004

A squadre